# 三枝嗣典
三枝嗣典（さえぐさ つぐのり、1959年 - ）は、日本の経営コンサルタント。兵庫県加西市北条町出身。

## 来歴
1959年1月20日、兵庫県加西市北条町に生まれる。
姫路市城北小学校、広嶺中学校、吹田市豊津中学校、大阪私立桃山学院高校を経て、1982年山口大学経済学部経済学科卒業。
山口大学では、写真部副部長、文化会会長に携わる。
1982年 幸福銀行入行、姫路支店、明石支店、四日市支店、長吉支店（大阪市）、福知山支店、神戸支店。
2001年 淡路（大阪市）支店支店長に就任、関西さわやか銀行（外資）を経て関西アーバン銀行。本店検査部、鴻池新田支店、四条（京都）支店、立花支店。　
2004年9月 関西アーバン銀行（現関西みらい銀行）（詳細は幸福銀行参照）を退職。
2005年5月 有限会社CRMサポートオフィース（経営コンサルタント会社）設立。主に財務・資金繰り改善をアドバイスを手がける。
2019年11月 有限会社ＴＦＰマネジメントと提携、西日本統括部責任者となる。　